# Colletes sordescens
Colletes sordescens är en biart som beskrevs av Cockerell 1933. Colletes sordescens ingår i släktet sidenbin, och familjen korttungebin. Inga underarter finns listade i Catalogue of Life.